# Друэ, Мину
Мари-Ноэль Друэ, известная как Мину Друэ (фр. Minou Drouet, р. 24 июля 1947 года) — французская поэтесса, прославившаяся своими стихами, написанными в детском возрасте.

## Биография
Мари-Ноэль родилась в Париже в июле 1947 года. Она была незаконнорождённым ребёнком, и родители от неё отказались. В возрасте полутора лет она была удочерена женщиной по имени Клод Друэ, уроженкой небольшого городка близ Ренна. Из-за серьёзного дефекта зрения в первые годы своей жизни Мари-Ноэль была фактически незрячей (впоследствии её зрение несколько улучшилось благодаря усилиям медиков). Позднее, как сообщают её биографы, в ней обнаружился незаурядный талант к музыке, и девочка начала практиковаться в игре на фортепиано. У неё завязывается переписка с преподавателем Парижской консерватории; в 1955 году её письма попадают в руки к Рене Жюллиару, владельцу издательства «Julliard». Жюллиар, только что издавший дебютный роман другого «юного дарования» — восемнадцатилетней Франсуазы Саган, впечатлён литературными способностями восьмилетней девочки и, связавшись с её приёмной матерью, готовит материалы для первого сборника стихотворений и прозы Друэ, озаглавленного «Мой друг дерево» (Arbre, mon ami).
Сборник «Мой друг дерево» увидел свет в сентябре 1957 года и стал невероятно популярным. В то же время в газетах и журналах Франции разворачиваются ожесточённые споры относительно авторства стихотворений, приписываемых Друэ. В журнале Elle была опубликована серия статей, утверждавших, что на самом деле все произведения Друэ были написаны её приёмной матерью. Девочка подверглась ряду «испытаний», подтвердивших, что она пишет стихи самостоятельно, однако даже после этого споры не утихли до конца.
Друэ становится знаменитой. Она выступает с игрой на фортепиано и чтением стихов совместно с Андресом Сеговия, Пау Казальсом, Жаком Брелем и Шарлем Азнавуром, удостаивается личной аудиенции у Папы Пия XII. В 1958 году она исполнила главную роль в фильме Рауля и Андре «Клара и злодеи» (Clara et les Méchants).
В 1960-x её известность идёт на спад. Ухаживая за своей умирающей бабушкой, она подумывает о том, чтобы стать медсестрой. Позднее она выходит замуж за музыканта и радиоведущего Патрика Фонта, но их брак длится недолго.
Начиная с возраста 20 лет Друэ вновь начинает публиковаться, но без особого успеха: она пишет стихи и сказки для детей, а также один роман для взрослых, «Туман в глазах» (на английский язык переведён под названием «Донателла»). Её последняя книга, «Рыжее пламя», вышла в 1968 году.
В 1993 году вышла книга воспоминаний Мари-Ноэль Друэ, озаглавленная «Моя правда» (Ma Vérité). В том же году она переехала с мужем Жан-Полем де Каню в Ла-Герш-де-Бретань и с тех пор практически не появлялась на публике.

## Критика
Тогда как у широкой публики поэзия Мину Друэ пользовалась огромной популярностью, многие критики и литераторы относились к ней скептически. Жан Кокто отозвался о ней так: «Все дети гениальны, кроме Мину Друэ». (Позднее Друэ познакомилась с Кокто лично и осталась с ним в хороших отношениях).
Ролану Барту принадлежит статья «Литература в духе Мину Друэ», в которой он даёт критический отзыв о её поэзии и анализирует ажиотаж вокруг её творчества. По мнению Барта, совершенно неважно, самостоятельно ли Мину сочиняла свои стихи, — важно, что эти стихи в полной мере отвечали ложным представлениям буржуазного общества о природе и задачах поэзии.